# هدرا (مطران أسوان)
الأنبا هدرا مطران أسوان وكوم امبو وإدفو وعضو في المجمع المقدس للكنيسة القبطية الأرثوذكسية ورئيس دير الأنبا باخوميوس بحاجر إدفو.

## حياته
ولد بمدينة طنطا في 13 يوليو 1940 باسم عادل صادق عوض الله، تخرج من كلية زراعة بجامعة الإسكندرية والتحق بدير السريان، ترهب في 4 إبريل 1971 باسم الراهب جاورجيوس السرياني، واختاره البابا شنودة الثالث، أسقفًا لأبرشية أسوان وتمت سيامته في 22 يونيو 1975 ونال رتبة مطران في 19 مارس 2006.
قام الأنبا هدرا بتعمير وتطوير دير الأنبا باخوميوس منذ سيامته أسقفًا.
في يونيو 2019، قرر المجمع المقدس تشكيل لجنة فرعية جديدة للمراجعة الإيمانية، مسؤولة عن مراجعة أي تعليم خاطئ يُنشر سواء عبر وسائل الإعلام أو على المنابر. تم تكليف الأنبا هدرا برئاسة هذه اللجنة.

## الوفاة
توفي الأنبا هدرا في 27 سبتمبر 2021، عن عمر ناهز 81 عامًا، بعد صراع قصير مع المرض.  خدم في الحياة الرهبانية لأكثر من نصف قرن، منها 46 عامًا كأسقف ومطران لإيبارشية أسوان.
أقيمت صلوات الجنازة في اليوم التالي، 28 سبتمبر 2021، في الكاتدرائية المرقسية بالعباسية، وترأسها البابا تواضروس الثاني، بحضور عدد كبير من المطارنة والأساقفة وأبناء الكنيسة، نُقل الجثمان بعد ذلك بالطائرة إلى أسوان لإقامة صلوات تجنيز أخرى عليه وسط شعبه وأبنائه في المطرانية هناك.